# Spatalla propinqua
Spatalla propinqua är en tvåhjärtbladig växtart som beskrevs av Robert Brown. Spatalla propinqua ingår i släktet Spatalla och familjen Proteaceae. Inga underarter finns listade i Catalogue of Life.